# Didonica
Didonica  (лат.) — род растений семейства Вересковые.

## Ареал
Виды рода Didonica встречаются в Коста-Рике и Панаме. Три вида являются эндемиками Панамы.

## Биологическое описание
Эпифитные кустарники. Листья очередные, черешковые, кожистые.
Соцветия пазушные, цветки одиночные или кистевидные.
Плод — ягода.

## Виды
По данным The Plant List, род включает в себя следующие виды:
- Didonica crassiflora Luteyn
- Didonica panamensis Luteyn & Wilbur
- Didonica pendula Luteyn & Wilbur
- Didonica subsessilis Luteyn